# Diana-Maria Riva

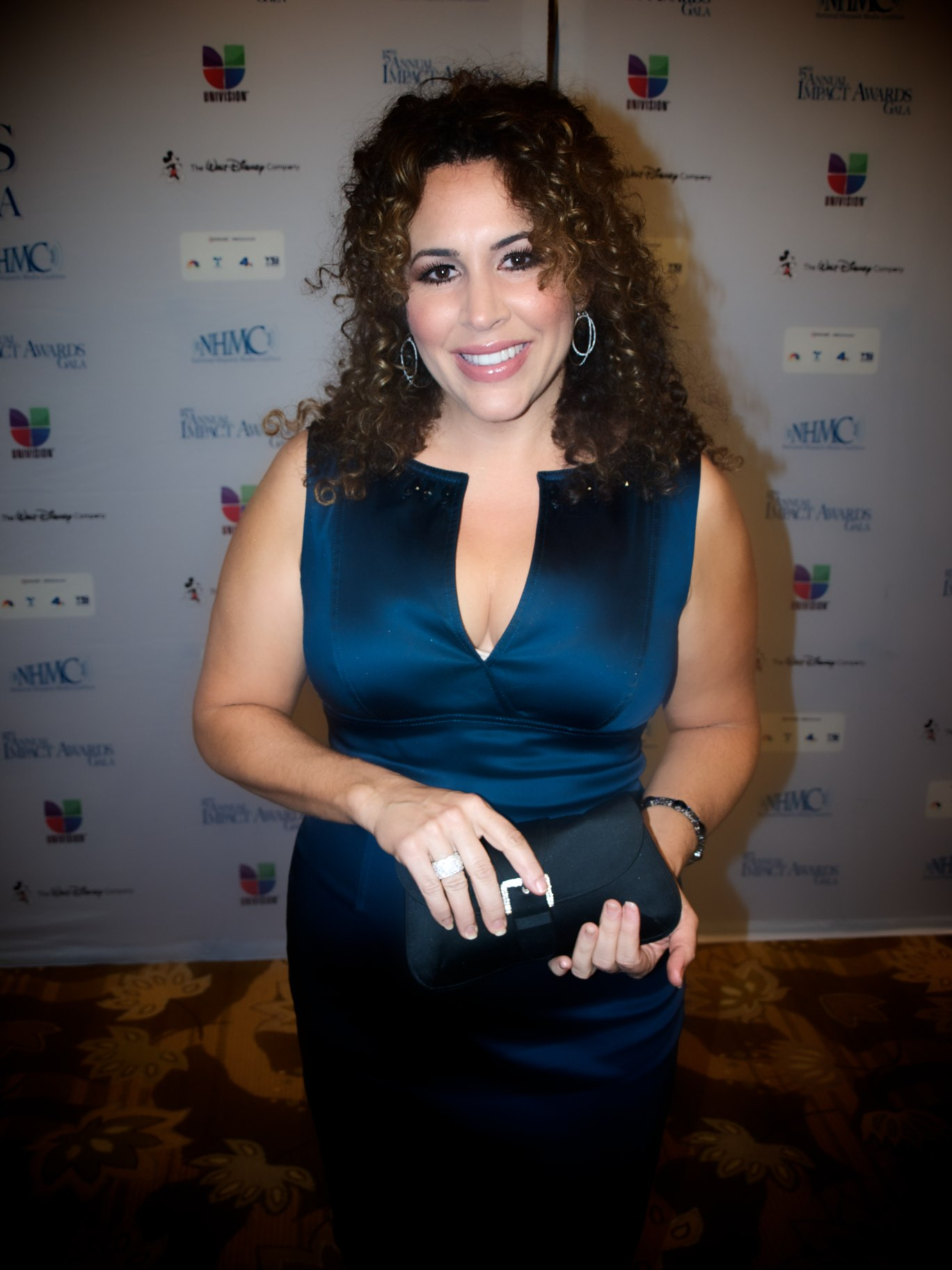
Diana-Maria Riva (2012)

Diana-Maria Riva (* 22. Juli 1969 in Cincinnati, Ohio, als Diana-Maria Uhlenbrock) ist eine US-amerikanische Schauspielerin.

## Leben und Karriere
Diana-Maria Riva ist die Tochter des Zahnarztes Christopher Uhlenbrock und seiner Frau Maria, deren Geburtsname Riva ist.
Diana-Maria Riva gab ihr Schauspieldebüt in der kurzlebigen ABC-Serie Common Law aus dem Jahre 1996. Ein Jahr später erschien sie in Murder One. Es folgten Gastauftritte in zahlreichen Serien, unter anderem in Party of Five, New York Cops – NYPD Blue, City of Angels und Alle lieben Raymond, bevor sie zwischen 2001 und 2002 ihre nächste Hauptrolle als Trish in der Fernsehserie Philly neben Kim Delaney innehatte. 2002 war sie auch im Film Hilfe, ich habe ein Date! zu sehen. In einem längeren Handlungsbogen in der Serie Sabrina – Total Verhext! verkörperte Riva insgesamt für zehn Folgen die Rolle der Annie. Weitere Nebenrollen hatte sie zwischen 2005 und 2006 in The West Wing – Im Zentrum der Macht und zwischen 2006 und 2007 in Studio 60 on the Sunset Strip inne. In der Serie Side Order of Life war Riva im Jahre 2007 in einer Hauptrolle zu sehen. In den folgenden Jahren war sie nicht nur in Serien wie Ghost Whisperer – Stimmen aus dem Jenseits, In Plain Sight – In der Schusslinie und Castle zu sehen, sondern auch in den Filmen 17 Again – Back to High School und Our Family Wedding. 2010 verkörperte sie in der Fox-Serie The Good Guys die Ana Ruiz sowie 2012 die Kitty Conchas in FX-Serie The Bridge – America.
Diana-Maria Riva ist mit Mike Smith verheiratet und hat mit ihm eine Tochter und einen Sohn.

## Filmografie (Auswahl)
- 1996: Common Law (Fernsehserie, 5 Folgen)
- 1997: Murder One (Fernsehserie, 2 Folgen)
- 1998: Pretender (Fernsehserie, Folge 3x06)
- 1997, 1999: Party of Five (Fernsehserie, 2 Folgen)
- 1997, 1999: New York Cops – NYPD Blue (NYPD Blue, Fernsehserie, 2 Folgen)
- 1999: Akte X – Die unheimlichen Fälle des FBI (The X Files, Fernsehserie, Folge 6x13)
- 1999: Martial Law – Der Karate-Cop (Martial Law, Fernsehserie, Folge 1x18)
- 1999, 2001: Alle lieben Raymond (Everybody loves Raymond, Fernsehserie, 2 Folgen)
- 2000: Ein Witzbold namens Carey (The Drew Carey Show, Fernsehserie, Folge 5x13)
- 2000: City of Angels (Fernsehserie, 4 Folgen)
- 2000: Allein unter Nachbarn (The Hughleys, Fernsehserie, Folge 3x03)
- 2000: Was Frauen wollen (What Women Want)
- 2001–2002: Philly (Fernsehserie, 22 Folgen)
- 2002: Hilfe, ich habe ein Date! (The Third Wheel)
- 2002–2003: Sabrina – Total Verhext! (Sabrina, the Teenage Witch, Fernsehserie, 10 Folgen)
- 2003: Luis (Fernsehserie, 9 Folgen)
- 2004: CSI: Vegas (CSI: Crime Scene Investigation, Fernsehserie, Folge 4x17)
- 2004: Reba (Fernsehserie, Folge 4x07)
- 2004–2005: Office Girl (Fernsehserie, 3 Folgen)
- 2005–2006: The West Wing – Im Zentrum der Macht (The West Wing, Fernsehserie, 8 Folgen)
- 2006: 52 Fights
- 2006–2007: Studio 60 on the Sunset Strip (Fernsehserie, 8 Folgen)
- 2007: Standoff (Fernsehserie, Folge 1x12)
- 2007: Side Order of Life (Fernsehserie, 13 Folgen)
- 2008: Ghost Whisperer – Stimmen aus dem Jenseits (Ghost Whisperer, Fernsehserie, Folge 3x13)
- 2009: 17 Again – Back to High School (17 Again)
- 2009: In Plain Sight – In der Schusslinie (In Plain Sight, Fernsehserie, Folge 2x09)
- 2009: Castle (Fernsehserie, 2 Folgen)
- 2010: Our Wedding Family
- 2010: The Good Guys (Fernsehserie, 20 Folgen)
- 2012: Rob (Fernsehserie, 8 Folgen)
- 2013: The Bridge – America (The Bridge, Fernsehserie, 7 Folgen)
- 2013: Tuna
- 2014: Love & Mercy
- 2015: City of McFarland (McFarland, USA)
- 2016–2017 Man with a Plan (Fernsehserie, 17 Folgen)
- 2017: The Mayor (Fernsehserie, Folge 1x05)
- 2019–2022: Dead to Me (Fernsehserie, 18 Folgen)
- 2019: Sunnyside (Fernsehserie, 11 Folgen)
- 2019: Noelle
- 2020: Kajillionaire
- 2022: Gordita Chronicles (Fernsehserie, 10 Folgen)
- 2023: Glamorous (Fernsehserie, 10 Folgen)
- 2024: Lopez vs. Lopez (Fernsehserie, Folge 2x03)
- 2024: Tracker (Fernsehserie, Folge 1x09)
- 2024: Land of Women (Fernsehserie, Folge 1x01)